# Hendrik van Veldeke

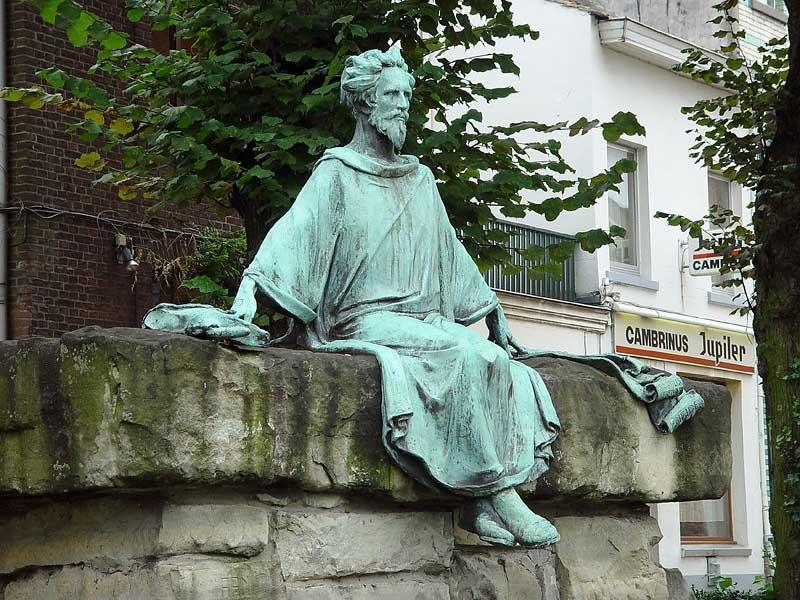
Van Veldekes monument i Hasselt.

Hendrik van Veldeke, på tyska Heinrich von Veldeke, född före 1150, död efter 1184 och före 1205, är den första vid namn kända författaren i de Nederlanden (Belgien, Nederländerna, Luxemburg, delar av norra Frankrike och Tyskland) som skrev på ett europeiskt språk förutom latin. Han föddes i Veldeke, en liten by i Spalbeek, i Hasselt, Limburg, Belgien. Det enda som återstår av byn idag är en vattenkvarn vid floden Demer. Han är i Limburg känd som en författare på gammal limburgiska.
Veldekes födelse- och dödsår är osäkra. Han måste ha fötts före eller runt 1150, då han var litterärt aktiv under 1170-talet. Det finns inga bevis för att han föddes 1128 såsom det ofta sägs. Han dog utan tvekan efter 1184, då han nämner i sin Eneas att han var närvarande vid den rättsdag som kejsaren Fredrik I Barbarossa organiserade i Mainz vid pingst det året. Han måste ha dött innan Wolfram von Eschenbach skrev sin Parzival, som färdigställdes mellan 1205 och 1210. Wolfram nämner i det verket att Veldeke dog innan dess. Veldeke var förmodligen en del av en ofri adelsmansfamilj. Existensen av en sådan familj nämns i dokument från 1200-talet. Han kan ha fått en ordentlig utbildning, då han använde sig av latinska källor i sina verk.